# Назаркин, Артём Кириллович
Артём Кириллович Назаркин (род. 3 апреля 2002, Воскресенск, Московская область) — российский хоккеист, вратарь.

## Биография
Воспитанник воскресенского «Химика». С 2019 года — в системе клуба КХЛ «Северсталь» Череповец. В сезоне-2019/20 провёл 44 матча за команду НМХЛ «Металлург» Череповец; в феврале сыграл два матча за «Алмаз», следующий сезон провёл в этом клубе МХЛ. В сезоне-2021/22 сыграл 22 матча за «Алмаз», семь — за воронежкий «Буран» в ВХЛ и один — за «Северсталь», 4 декабря дома против «Амура» (1:2). В сезоне-2022/23 провёл только один матч — 8 марта в домашнем матче плей-офф против ЦСКА (3:9). Назаркин был заявлен третьим, резервным, вратарём и вышел в третьем периоде, так как основные вратари Самонов и Шугаев получили ранее в игре микротравмы. В сезоне-2023/24 сыграл один матч за клуб ВХЛ «Ижсталь» Ижевск.